# Fontaine-Mâcon
Fontaine-Mâcon – miejscowość i gmina we Francji, w regionie Grand Est, w departamencie Aube.
Według danych na rok 1990 gminę zamieszkiwały 394 osoby, a gęstość zaludnienia wynosiła 25 osób/km².

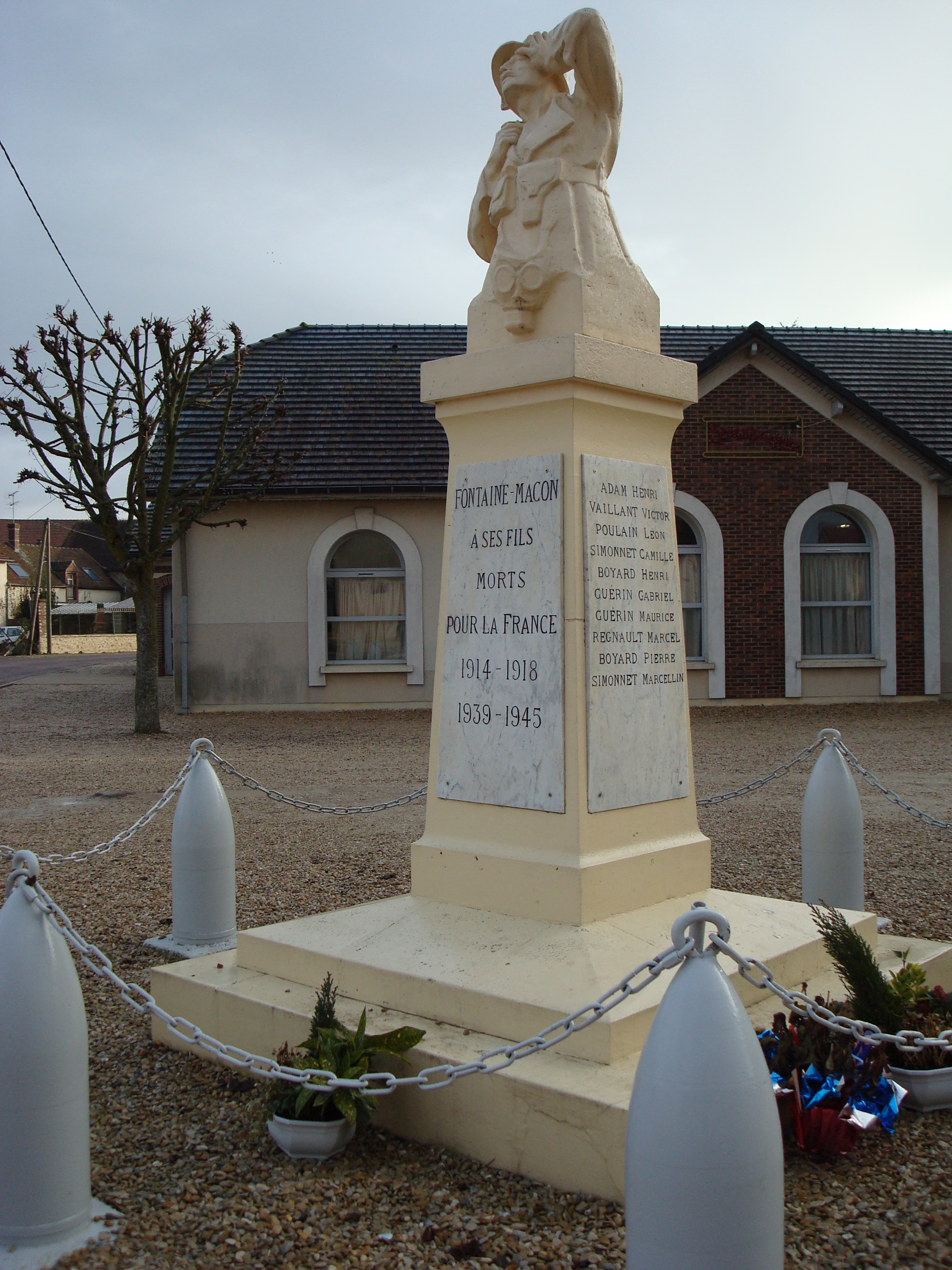
Pomnik w Fontaine-Mâcon, 2008